# 阿黑科格爾山
47°5′1″N 10°47′52″E / 47.08361°N 10.79778°E

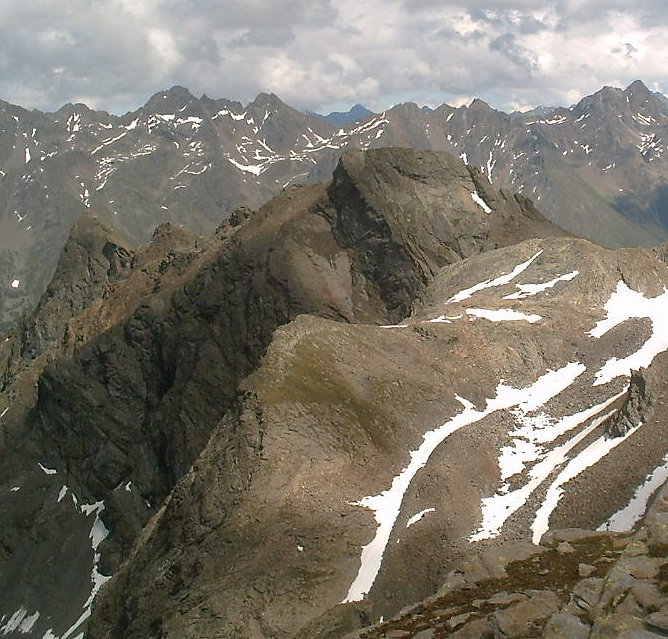

阿黑科格爾山（德語：Aherkogel），是奧地利的山峰，位於該國西部，由蒂羅爾州負責管轄，屬於奧茨塔爾阿爾卑斯山脈的一部分，該山峰海拔高度2,803米。